# Дравуц, Рита
Рита Дравуц (венг. Drávucz Rita; род. 14 апреля 1980, Сольнок) — венгерская ватерполистка, многократная призёрка чемпионатов Европы и чемпионатов мира. В 2004 году в составе национальной сборной Венгрии заняла 4 место на Олимпийских играх в Афинах, Греция. В 2001 году завоевала золотую медаль на чемпионате Европы, а в 2005 году на чемпионате мира.